# 春風亭橋之助
春風亭 橋之助（しゅんぷうてい きょうのすけ）は、落語家の名跡。
- 桜家橋之助 - 3代目麗々亭柳橋門下。2代目瀧川鯉かんとともに「喧嘩都々逸」という珍芸で売ったという。
- 春風亭橋之助 - 後の3代目桂三木助。
- 春風亭橋之助 - 本項にて記述。
- 春風亭橋之助 - 後の2代目春風亭華柳。

春風亭 橋之助（しゅんぷうてい きょうのすけ、1927年 - 1958年6月7日）は、落語家。日本芸術協会所属。本名、小野沢 富芳。出囃子は『まっくろけのけ』。

## 来歴・人物
1952年ころに6代目春風亭柳橋門下に入門し6代目春風亭栄枝。1954年11月、古今亭今児（のちの桂歌丸）、三遊亭万遊（のちの8代目都家歌六）とともに二つ目に昇進して春風亭橋之助と改名。
1958年6月7日に31歳の若さで心臓まひで亡くなった。亡くなる前日にNHKで『辻占』を録音しており（没後の同年6月10日に放送された）、唯一現存するライブ録音とされる。
顔は色黒、大きな目、団子鼻、タラコ唇という愛嬌のある風貌であった。鉢巻でスリッパを頭に縛り付けて踊るという余芸が知られた。